# Дадзайфу
Дадзайфу (яп. 太宰府市 Дадзайфу-си) — город в Японии, находящийся в префектуре Фукуока. Площадь города составляет 29,58 км², население — 71 929 человек (1 августа 2014), плотность населения — 2431,68 чел./км².

## Географическое положение
Город расположен на острове Кюсю в префектуре Фукуока региона Кюсю. С ним граничат города Тикусино, Онодзё и посёлок Уми.

## Население
Население города составляет 71 929 человек (1 августа 2014), а плотность — 2431,68 чел./км². Изменение численности населения с 1980 по 2005 годы:
| 1980 | 50 273 чел. |  |
| 1985 | 57 737 чел. |  |
| 1990 | 62 402 чел. |  |
| 1995 | 64 913 чел. |  |
| 2000 | 66 099 чел. |  |
| 2005 | 67 087 чел. |  |

## История
Принятый в 701 году кодекс Тайхо устанавливал должность главы провинциального правительства на Кюсю — дадзай соти. Этот чиновник руководил островом из дадзай-фу (яп. 大宰府), то есть штаб-квартиры правительства. Данный пост был важен из-за постоянной угрозы войны с корейским королевством Силла и монголами и частых восстаний местных родов. Тем не менее, удалённый от столицы город был непопулярен и туда часто отправляли опальных чиновников. Одним из известнейших правителей Кюсю является Сугавара-но Митидзанэ, отправленный туда недругами в 901 году. Сугавара скончался там же в 903 году, а на месте его могилы возведено святилище Дадзайфу Тэммангу, где поклоняются его духу.

## Символика
Деревом города считается камфорное дерево, цветком — цветок сливы японской.

## Достопримечательности
Национальный музей Кюсю